# George Wilson (kosárlabdázó)
George Wilson (Meridian, Mississippi, 1942. május 9. – 2023. július 29.) olimpiai bajnok amerikai kosárlabdázó.

## Pályafutása
A Cincinatti Egyetemen végzett. Tagja volt az 1964-es tokiói olimpián aranyérmes amerikai válogatottnak. 1964 és 1971 között az NBA-ben szerepelt. A Cincinatti Royals (1964–66), a Chicago Bulls (1966–67), a Seattle SuperSonics (1967–68), a Phoenix Suns (1968–69), a Philadelphia 76ers (1969–70) és a Buffalo Braves (1970–71) játékosa volt.

## Sikerei, díjai
- Olimpiai játékok
  - aranyérmes: 1964, Tokió